# The Feeling
The Feeling (в переводе с англ. — «Чувство») — британская рок-группа из Западного Суссекса и Лондона.
Своё название музыканты взяли с вывески бара где они выступали в Париже, так и зародилась группа The Feeling.
Музыку группы можно отнести к жанрам «инди-рок», «инди-поп», «поп-рок», «софт-рок». Выпустив в 2006 году дебютный альбом, группа сразу же приобрела успех, главным образом, в Великобритании и получила награду Ivor Novello Awards-2007, как лучшие авторы года, а также была номинирована на BRIT Awards-2007. После выхода второго альбома «Join with us» группа отправилась в турне по Великобритании, а до этого участвовала в гастролях по США и Европе.

## Состав группы
В группе пять участников:
- Дэн Гиллспи Селлс[англ.] — основной вокал, гитара.
- Ричард Джонс (Richard Jones) — бас, вокал.
- Кевин Джеремия (Kevin Jeremiah) — гитара, вокал.
- Кайран Джеремия (Ciaran Jeremiah) — клавишные, вокал.
- Пол Стюарт (Paul Stewart) — барабаны.

Тексты всех песен исполняет основной вокалист, но практически повсеместно в песнях используется бэк-вокал, хор из других участников группы, что является примечательной особенностью её звучания.

## История группы

### Образование
Три участника группы родом из города Хоршем, Западный Сассекс — братья Иеремия и барабанщик Пол Стюарт. Басист Ричард Джонс тоже из Сассекса, но из города Форест Роу, а вокалист Дэн Селлс — из Лондона.
Дэн и Ричард учились вместе в Лондонской школе исполнительского искусства и технологий в Лондоне, район Кройдон, и оба были участниками популярной в школе группы «Горн» (Horn). Позднее к группе присоединились и остальные участники.
Иногда ошибочно считают, что группу её участники хотели назвать «Superfly», однако так называлась группа, в состав которой входили три остальные члена будущей «The Feeling» — братьев Иеремия и Стюарта.
Вместе они проводили большую часть времени в Альпах, записывая каверы популярных песен (например, «Video Killed the Radio Star» группы «The Buggles»), и выступая перед публикой. Последние живые выступления в альбом были у группы зимой с 2004 на 2005 год. После этого они начали продавать диски с демозаписями, такими как: «Funny Cigarette», «Sun is Shining», «Still You Want More». Большинство из этих треков на данный момент уже появились в различных альбомах, или выпусках синглов.

### Дебютный альбом «Twelve Stops and Home»
Дебютный альбом «12 stops and home» был выпущен 5 июня 2006 года в Великобритании и 27 февраля 2007 в США, в России релиз не производился.
Он включал в себя следующие композиции:
1. «Sewn» — 5:55
2. «Never Be Lonely» — 3:31
3. «Love It When You Call» — 3:35
4. «Fill My Little World» — 4:07
5. «Kettle’s On» — 4:07
6. «I Want You Now» — 3:47
7. «Strange» — 4:21
8. «Anyone» — 4:10
9. «Rosé» — 4:16
10. «Same Old Stuff» — 5:10
11. «Helicopter» — 3:52
12. «Blue Piccadilly» — 9:55

### Альбом «Join With Us»
Релиз альбома был назначен на 18 февраля 2008 и за первую неделю его приобрели больше 40.000 копий, его крутили все радио Великобритании.
1. «I Thought It Was Over» — 4:00
2. «Without You» — 4:49
3. «Join With Us» — 4:40
4. «Spare Me» — 4:27
5. «Turn It Up» — 3:52
6. «I Did It for Everyone» — 4:25
7. «Won’t Go Away» — 3:48
8. «Loneliness» — 3:25
9. «Connor» — 3:41
10. «This Time» — 3:20
11. «Don’t Make Me Sad» — 5:00
12. «The Greatest Show on Earth» — 8:40
13. «We Can Dance» (hidden track) — 3:20

### Альбом «Together We Were Made»
Релиз нового альбома состоялся 20 июня 2011 года, он включил в себя сразу 2 диска и несколько синглов.
Этот альбом вызвал фурор на всех английских радио, количество поклонников после этого альбома возросло во много раз.
Disc 1: The Birds
1. «Set My World On Fire» — 3:57
2. «Dance For The Lights» (ft. Róisín Murphy) — 4:21
3. «Another Soldier» — 3:41
4. «Leave Me Out Of It» (ft. Sophie Ellis-Bextor) — 4:24
5. «Build A Home» — 3:37
6. «Searched Every Corner» — 3:50
7. «A Hundred Sinners (Come And Get It)» — 3:40
8. «Mr Grin» — 3:54
9. «Say No» — 3:53
10. «Back Where I Came From» — 4:18
11. «Another Life» — 3:52
12. «Love And Care» — 4:37
13. «Undeniable» — 4:20
14. «Hardest Stone» (Hidden Track) — 3:19

Disc 2: The Bees
1. «Easier Said Than Done» — 4:08
2. «Virtually Art» (ft. Betty Boo) — 3:41
3. «Care About Us» — 2:47
4. «Still You Want More» — 4:12
5. «1991» — 3:39
6. «Colder Than December» — 4:10
7. «Superstar» — 3:18
8. «Seek Asylum» — 3:45
9. «Over And Over» — 3:52
10. «Dia De Los Muertos» — 3:49
11. «Gravity» — 4:23
12. «Angel Face» — 3:46

## Синглы
В конце 2005 года группа выпустила дебютный сингл «Fill My Little World», однако он был продан не так удачно, как «Sewn» в марте 2006. На волне успеха группа исполнила песню на Шоу Дермота О’Лири (Dermot O’Leary Show), а также на радио BBC-2, во время первой радио-сессии группы.

## Интересные факты
В игре FIFA 07 присутствует их песня Sewn.